# Mítink světových rekordmanů
Mítink světových rekordmanů se uskutečnil 26. února 2009 v pražské O2 areně. Ředitelem atletického mítinku se stal bývalý český oštěpař Jan Železný.
Pro české atlety znamenal tento mítink poslední šanci, jak splnit limit na halové mistrovství Evropy v atletice 2009 v Turíně. Světový rekord v závodě na dvě míle zaběhla Etiopanka Meseret Defarová v čase 9:06,26.

## Hlavní hvězdy
Mezi hlavní hvězdy atletického večera patřily ruská tyčkařka Jelena Isinbajevová, která se pokoušela zaútočit na světový rekord 501 cm, běžkyně Meseret Defarová či olympijská vítězka z Pekingu na 100 metrů překážek Dawn Harperová. Do Prahy naopak nedorazila chorvatská výškařka Blanka Vlašičová , která musela odříct účast kvůli zdravotním problémům se zády . Na mítinku se nakonec neobjevila ani keňská běžkyně Pamela Jelimová, která měla startovat v běhu na 1000 metrů.
Mezi muži budil pozornost především olympijský vítěz v běhu na 800 metrů z Pekingu Wilfred Bungei či Kim Collins ze Svatého Kryštofa a Nevisu, mistr světa z roku 2003 v běhu na 100 metrů. Svoji účast mezi prvními potvrdil i kubánský překážkář Dayron Robles , na startu šedesátky překážek se však nakonec neobjevil.

## Vítězové hlavního programu

### Muži
| Soutěž      | 1. místo                    | 2. místo                     | 3. místo                   |
| 60 m        | Craig Pickering 6,58        | Kim Collins 6,58             | Rolando Palacios 6,62      |
| 800 m       | Ismail Ahmed Ismail 1:44,75 | Boaz Lalang 1:45,15          | Wilfred Bungei 1:45,91     |
| 1000 m      | Abubaker Kaki 2:17,22       | Augustine Choge 2:17,79      | Abraham Chepkirwok 2:19,29 |
| 5000 m      | Abreham Cherkos 13:07,83    | Paul Kipsiele Koech 13:09,37 | Bekane Daba 13:21,67       |
| 60 m př.    | Dexter Faulk 7,55           | Gregory Sedoc 7,64           | Jackson Quiñónez 7,66      |
| Skok daleký | Roman Novotný 8,05 m        | Wilfredo Martínez 7,96 m     | Ibrahim Camejo 7,69 m      |

### Ženy
| Soutěž        | 1. místo                    | 2. místo                | 3. místo                  |
| 60 m          | Carmelita Jeterová 7,20     | Angela Williamsová 7,27 | Jekatěrina Butusová 7,31  |
| 2 míle        | Meseret Defarová 9:06,26    | Zakia Mrishová 9:32,75  | Lidia Chojecká 9:33,23    |
| 60 m př.      | Danielle Carruthersová 7,89 | Eline Beringsová 7,97   | Derval O'Rourkeová 7,99   |
| Skok do výšky | Ruth Beitiaová 1,98 m       | Iva Straková 1,96 m     | Melanie Skotniková 1,92 m |
| Skok o tyči   | Jelena Isinbajevová 4,90 m  | Fabiana Murerová 4,55 m | Stacy Dragilaová 4,45 m   |